# Noorwegen op het Eurovisiesongfestival 2009

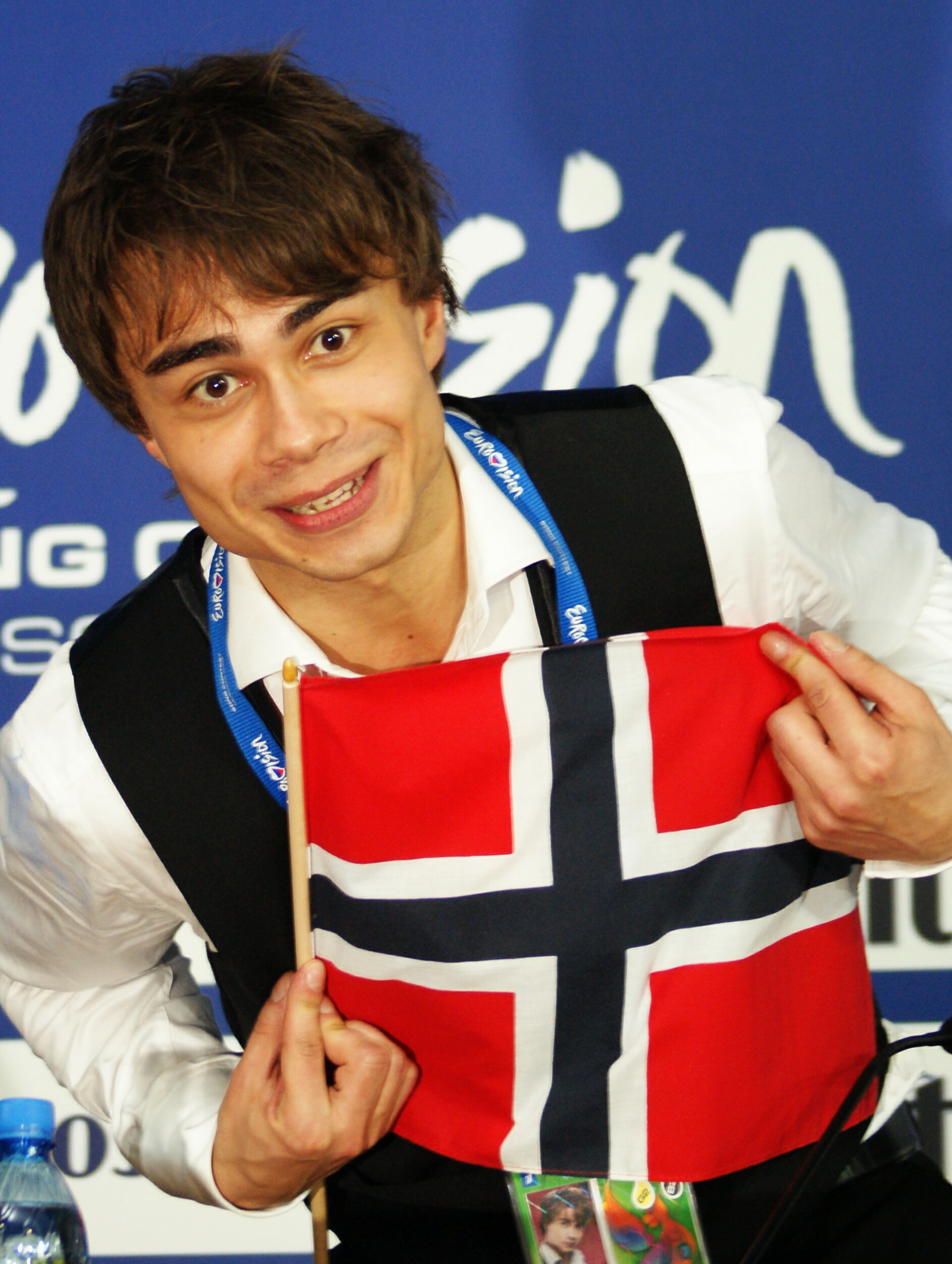
Alexander Rybak tijdens het Eurovisiesongfestival 2009

Noorwegen nam deel aan het Eurovisiesongfestival 2009 in Moskou, Rusland. Alexander Rybak wist het festival namens Noorwegen te winnen. Het was de 48ste deelname van het land aan het Eurovisiesongfestival. NRK was verantwoordelijk voor de Noorse bijdrage voor de editie van 2009.

## Selectieprocedure
De Noorse openbare omroep selecteerde 21 deelnemers voor deelname aan een van de drie halve finales. Elke halve finale telde zeven kandidaten. Uit elke halve finale kwalificeerde de top twee zich voor de finale. De nummers drie en vier gingen door naar de laatstekansronde. Na afloop van de drie halve finales deelde de vakjury nog twee wildcards uit voor de finale.
De finale vond plaats op 21 februari 2009 en werd gepresenteerd door Maria Haukaas Storeng en Per Sundnes. De top vier ging door naar de superfinale. Uiteindelijk wist Alexander Rybak Melodi Grand Prix 2009 te winnen met het nummer Fairytale.

#### Schema
| Datum            | Stad        | Plaats           | Ronde               |
| ---------------- | ----------- | ---------------- | ------------------- |
| 24 januari 2009  | Kongsvinger | Kongsvinger Hall | Eerste halve finale |
| 31 januari 2009  | Bodø        | Bodø Spektrum    | Tweede halve finale |
| 7 februari 2009  | Skien       | Fritidspark      | Derde halve finale  |
| 14 februari 2009 | Ålesund     | Sunnmørshallen   | Laatstekansronde    |
| 21 februari 2009 | Oslo        | Oslo Spektrum    | Finale              |

## Melodi Grand Prix 2009

#### Finale
21 februari 2009
| Volgorde | Artiest            | Lied              |
| -------- | ------------------ | ----------------- |
| 1        | Espen Hana         | Two of a kind     |
| 2        | Ovi                | Seven seconds     |
| 3        | Publiners          | Te stein          |
| 4        | Alexander Stenerud | Find my girl      |
| 5        | Velvet Inc.        | Tricky            |
| 6        | Alexander Rybak    | Fairytale         |
| 7        | Thomas Brøndbo     | Det vart en storm |
| 8        | Tone Damli Aaberge | Butterflies       |

Superfinale
| Plaats | Artiest            | Lied         | Stemmen |
| ------ | ------------------ | ------------ | ------- |
| 1      | Alexander Rybak    | Fairytale    | 747.888 |
| 2      | Tone Damli Aaberge | Butterflies  | 121.856 |
| 3      | Alexander Stenerud | Find my girl | 73.080  |
| 4      | Publiners          | Te stein     | 62.683  |

## In Moskou
In Moskou trad Noorwegen aan in de eerste halve finale, op dinsdag 14 mei 2009. Noorwegen was als zesde van negentien landen aan de beurt, na Polen en voor Cyprus. Bij het openen van de enveloppen bleek dat Alexander Rybak zich had weten te plaatsen voor de finale. Na afloop van het Eurovisiesongfestival bleek dat Noorwegen de halve finale had gewonnen, met 201 punten.
In de finale was Noorwegen als twintigste van 25 landen aan de beurt, na Albanië en voor Oekraïne. Noorwegen won het Eurovisiesongfestival 2009 met 387 punten, destijds een record. Noorwegen had 169 punten voorsprong op de nummer twee, IJsland.